# 斎藤斉
斎藤 斉（さいとう ひとし、旧字体：齋藤󠄁 齊、1898年〈明治31年〉12月2日 - 1961年〈昭和36年〉1月23日）は、大正から昭和期の逓信技師、政治家、華族。貴族院子爵議員。旧姓・豊川。位階は正四位。勲等は勲四等。

## 経歴
実業家・豊川良平の五男として生まれ、海軍士官・斎藤実の養子となる。
1924年（大正13年）東京帝国大学理学部数学科を卒業。1925年（大正14年）内閣統計局統計官補に就任。以後、簡易保険局技師兼通信技師、兼内閣統計局統計官、保険院技師、通信院工務局標準電波建設所長、保険院保険制度調査会幹事、統計数理研究所参与、社会保険制度調査会委員、木船保険審査会委員などを務めた。
養父が二・二六事件で薨去したことにより、1936年（昭和11年）6月15日、子爵を襲爵した。
1944年（昭和19年）4月8日、貴族院子爵議員補欠選挙で当選し、研究会に属して活動し1947年（昭和22年）5月2日の貴族院廃止まで在任した。墓所は多磨霊園(7-1-2-16)

## 親族
- 妻：静（しず、有馬頼寧長女）[1]
- 長男：豊[1]
- 長女：百子（東海大学教授岡明〔志賀潔の孫〕の妻）